# Morris H. Hansen

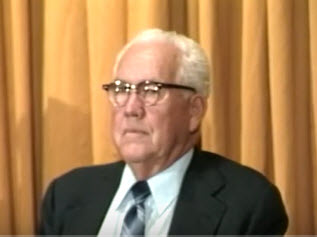
Morris H. Hansen, 1985

Morris Howard Hansen (* 15. Dezember 1910 in Thermopolis, Wyoming; † 9. Oktober 1990 in Washington, D.C.) war ein US-amerikanischer Statistiker. Er machte sich um die Klärung grundlegender Fragen von Umfragen und der Ziehung einer Stichprobe verdient und gilt als einer der einflussreichsten Statistiker des 20. Jahrhunderts.

## Leben und Wirken
Hansen wuchs nahe Worland, Wyoming, auf. Er erwarb 1934 an der University of Wyoming einen Bachelor und 1940 an der Graduate School des United States Department of Agriculture beziehungsweise an der American University einen Master in Statistik.
Ab 1934 arbeitete Hansen für die Wyoming State Emergency Relief Administration und ab 1935 für das United States Census Bureau in Washington, D.C., ab 1936 in deren Abteilung für statistische Forschung unter Calvert L. Dedrick. Für eine großangelegte Erhebung 1937 zur Arbeitslosigkeit in den Vereinigten Staaten wurden erstmals Hochrechnungen aus der Stichprobe erstellt. 1941 übernahm Hansen die stellvertretende Leitung der Forschungsabteilung. Gemeinsam mit William N. Hurwitz veröffentlichte Hansen zahlreiche Erhebungen und Arbeiten zur Methodologie der Datenerhebung sowie zu den mathematischen Grundlagen, unter anderem den Grundlagen der Stichprobenverteilung. Hansens Methoden wurden und werden weltweit in staatlichen Erhebungen angewendet. Später befasste sich Hansen mit der statistischen Schiefe, die entsteht, wenn man Methoden der Bevölkerungsstatistik zum Beispiel auf Unternehmen oder Wirtschaftszweige anwendet. Morris Hansen war prägend sowohl an der Aufarbeitung der Daten der United States Census beteiligt, wie auch an der Neuausrichtung der Volkszählung auf selbst auszufüllende Fragebögen statt Datenerhebung durch Zählpersonen, wodurch Fehler minimiert werden konnten. Auch konnte er nachweisen, dass eine sorgfältige Auswahl der Stichprobe und sorgfältige Schulung der Zählpersonen zu verlässlicheren Daten führte, als der Versuch, Vollständigkeit zu erreichen. Die vom Bureau of the Census entwickelten Methoden zur Fehlerschätzung sind zu internationalem Standard geworden. Morris machte sich auch um die Einführung der Elektronischen Datenverarbeitung in der Statistik verdient. John Presper Eckert und John William Mauchly bauten nach den mit Morris und dem National Bureau of Standards aufgestellten Vorgaben den Rechner UNIVAC I. Ein System namens FOSDIC (Film optical Sensing Device for Input to Computers) wurde entwickelt, um automatisiert Markierungen mit Stiften auszulesen, statt wie bis dahin aufwändig Lochkarten auszuzählen.
1968 ging Morris H. Hansen am Bureau of the Census in den Ruhestand und arbeitete in der Folge für das Unternehmen Westat von Edward C. Bryant, das Regierungseinrichtungen der Vereinigten Staaten in statistischen Fragen beriet, unter anderem zur Erhebung des Consumer Price Index (CPI) und des National Assessment of Educational Progress (NAEP). Er entwickelte Methoden zur Qualitätskontrolle von Wohlfahrtsprogrammen und veröffentlichte zur Wissenschaftsgeschichte seines Gebiets.
Hansens zweibändiges Werk Sample Survey Methods and Theory (1953) erlebte mehrere Auflagen und gilt als Standardwerk. Laut Datenbank Scopus, die Zitationen überwiegend erst aus der Zeit nach den 1970er Jahren erfasst, hat Hansen einen h-Index von 9 (Stand November 2024).
Morris Hansen war seit 1930 mit Mildred R. Latham († 1983) verheiratet. Das Paar hatte vier Kinder. In zweiter Ehe war ab 1986 mit Eleonore Lamb verheiratet. Hansen lebte zuletzt in Rockville, Maryland. Sein letzter wissenschaftlicher Aufsatz wurde eine Woche vor seinem Tod veröffentlicht.

## Auszeichnungen (Auswahl)
- 1959 Ehrendoktor der University of Wyoming
- 1960 Präsident der American Statistical Association
- 1973–1977 Gründungspräsident der International Association of Survey Statisticians
- 1976 Mitglied der National Academy of Sciences[4]
- 1985 Mitglied der American Academy of Arts and Sciences[5]

Der National Agricultural Statistics Service des United States Department of Agriculture und die Washington Statistical Society veranstalten eine jährliche Morris Hansen Lecture.